# 486 Cremona
486 Cremona este un asteroid din centura principală, descoperit pe 11 mai 1902, de Luigi Carnera.